# Sokoura
Sokoura è un comune rurale del Mali facente parte del circondario di Bankass, nella regione di Mopti.

## Amministrazione

### Gemellaggi
- Vigolzone[4]